# Pedro Acedo Penco
Pedro Acedo Penco (Hornachos, Badajoz, 1956) és un polític, alcalde de Mèrida entre 1995 i 2007 i novament entre 2011 i 2015.

## Trajectòria
Nascut a Hornachos, va viure a Barcelona, Madrid i Burgos, encara que la seva vida ha transcorregut principalment a Mèrida. Empresari dedicat a la publicitat de tanques i cartells, el 1988 va accedir a l'Ajuntament de Mèrida com a regidor independent en les llistes de Alianza Popular. Entre 1988 i 1990 va ser al capdavant de l'Associació Extremenya de Radiodifusió. L'any 1991 es presenta per primera vegada com a candidat del PP a l'ajuntament de Mèrida, sent derrotat per l'aleshores alcalde i candidat del PSOE Antonio Vélez Sánchez. Tanmateix, el 1995 guanya els comicis municipals per majoria simple i és proclamat nou alcalde de Mèrida. L'any 1999 aconsegueix la majoria absoluta, que repeteix el 2003.
El 2004 va ser proposat per encapçalar les llistes del PP al Senat per Badajoz, però es va escollir finalment a Miguel Celdrán Matute, alcalde de Badajoz. Al desembre] de 2006 confirma que no es presenta a la reelecció a les eleccions de maig de 2007, estant candidata del seu partit Pilar Vargas. En els mencionats comicis, el PP perd l'ajuntament a favor del PSOE i Acedo abandona l'ajuntament. El 2008 es va presentar la seva candidatura a la presidència del PP d'Extremadura, però es retira el dia abans del congrés autonòmic. És President Local del PP de Mèrida i alcalde de la ciutat després d'aconseguir la majoria absoluta amb 13 regidors a les passades eleccions municipals del 22 de maig de 2011, ostentant el càrrec fins a la seva derrota el 24 de maig de 2015. A les eleccions generals per a la XII legislatura del Congrés de Diputats, va entrar com a diputat per Extremadura del Partit Popular.